# Жертвоприношения у славян
Жертвоприношения были основной ритуальной практикой славянского язычества, входя в состав регулярно отправляемых ритуалов. Жертвы приносились божествам, душам предков и духам. Жертвоприношения совершались с целью выразить благодарность, оплатить оказываемые благодеяния и заручиться поддержкой на будущее. Вид жертвы зависел от значимости события и характера божества. Подношения из непищевых предметов, таких как одежда, текстиль, волокна и зерно, оставлялись под деревом, бросались в воду или пускались по ветру. В Полабье более ценные вещи передавались в храмовую сокровищницу. Однако, как правило, подношениями служили ритуальная выпечка, каша, лук, сыр, масло, яйца, мёд, мясо животных и птиц, а также напитки (медовуха, пиво, молоко). Мёртвым могли приносить мосты из теста. Жертвоприношения еды и напитков призваны накормить одаряемого, иногда в символической форме. Поданная в виде угощения божествам ритуальная пища сжигалась, топилась или поедалась самими же участниками ритуала. Коллективное поедание жертвенной пищи приняло в славянской культуре облик ритуального пира. Ритуальные пиры был важной частью религиозной жизни. Некоторые полабские храмы были оборудованы длинными скамьями, в других пиршества устраивались на площади перед храмом (Щецин, Волин). При этом использовалась посуда и рога, принадлежащие храму. Гельмольд описывает следующий ритуал жертвоприношения:
Когда жрец объявляет пир в честь богов, согласно решению жребия, собираются мужчины и женщины с детьми; они убивают быков и овец для жертвоприношения своим богам, некоторые даже христиан, заявляя, что их боги любят христианскую кровь. Убив жертвенное животное, жрец выпивает его кровь, чтобы стать чувствительным к пророчествам. Многие считают, что с помощью крови легче вызывать демонов. После того как жертвы были съедены по обычаю, народ пирует и празднует.
Пролитие крови устанавливает особые узы взаимных обязательств между божеством и жертвователем. Поскольку жрец пьёт кровь, то он переходит в этих отношениях из человеческой позиции в божественную и таким образом может говорить от имени бога. Точного описания прорицательского вдохновения нет. Возможно, жрец переходил в состояние сильно изменённого сознания, одержимости или состояние шамана. Прокопий говорит о вотивных жертвоприношениях, позволяющих славянам избежать смерти. Ибн Фадлан упоминает, что русы несли дары идолам и просили у них помощи в торговле. Если дела шли нехорошо, то язычник приносил второе и третье жертвоприношение каждому из идолов, умоляя о заступничестве и унижаясь перед ними. Когда дела шли хорошо, он говорил: «Мой господь удовлетворил мою просьбу, и я должен воздать ему должное». Тогда он покупал несколько овец или коров и закалывал их, жертвуя часть мяса на благотворительность, а остальное относил к идолам. Головы коров или овец он привязывал к кольям. Ночью приходили собаки и съедали еду, а человек, сделавший всё это, говорил: «Мой господь доволен мною и съел моё приношение». Древнерусские купцы, путешествовавшие в Византию, останавливались на Хортице и перед гигантским дубом проводили жертвоприношения петухов, втыкая стрелы в круг. Они также бросали жребий зарезать ли петухов, съесть или оставить в живых. Титмар в своей «Хронике» жалуется, что славяне не ходят в церковь, потому что «своим собственным пенатам [домашним богам] они поклоняются и приносят им жертвы в надежде получить от них большую помощь». Аналогично в «Каталоге магии» Рудольфа: «в новых домах или в домах, в которых им предстоит жить с нуля, они закапывают в разных углах, а иногда и за плитой в землю горшки, наполненные различными вещами в честь богов, которых они обычно называют хранителями домов».
Восточные и южные славяне обозначали жертвоприношения термином жертва (праслав. *žьrtva). Слово родственно лит. girti «прославлять». В западнославянских языках в отношении жертвы применяется термин обет (праслав. *obvětъ) буквально «обещанное». В южнославянских языках распространён термин треба, обозначающий обязательную жертву. Жертвоприношения сопровождались молитвами (праслав. *modlitva «обращение к богу»). Связь молитвы и жертвоприношения сохранилась в диалектом рус. молить «бить скотину». Славянские молитвы практически неизвестны, за исключением слов арконского жреца и обращения к богу у восточных славян, зафиксированного Ибн Рустой.

## Трапеза Роду и Рожаницам
В различных древнерусских произведениях упоминаются Род и Рожаницы, связанные с жертвоприношением, описываемом как «стол накрытый для Рожаницы». «Паисевский сборник» противопоставляет стол с кутьёй столу для Рожаниц. В «Покаянных заповедях святых отцов» указывается, что трапеза Рожаниц сопровождается с пением тропаря Богородице. Это объясняется тем, связь Рожаниц с рождением, позволила сблизить их с Девой Марией. Или, возможно, упомянутые в этом произведении ложные священники добавили тропарь к трапезе, чтобы оправдать языческую обрядность. В «Вопросах Кирика, Саввы и Илии» XII века к епископу Нифонту Новгородскому упоминается, что подношение на трапезе состояло из хлеба, сыра и мёда, включая питьё, возможно, медовухи в честь Рожаницы. Высказывалось предположение, что Род обозначал роды, а Рожаница обозначала роженицу, но, согласно филологам Х. А. Альваресу-Педросе и Э. Сантос Маринас, такая интерпретация сомнительна. Согласно исследователям, более вероятно, что Род и Рожаницы были мифологическими персонажами, которые таким образом получали жертвоприношения. Ритуальные столы упоминаются у западных славян в культе Триглава.

## Человеческие жертвоприношения
При определённых обстоятельствах верования славян требовали человеческих жертвоприношений, что подтверждает ряд исторических источников. Исследователи расценивают высказывания хронистов об этом как относящиеся к реальным ритуальным практикам славян, а не как попытку дискредитировать язычество. По словам археологов И. П. Русановой и Б. А. Тимощука, «в обычае человеческих жертвоприношений у славян нельзя видеть какой-то особой жестокости. Эти жертвы были обусловлены мировоззрением того времени и применялись для пользы и спасения общества». В основном или исключительно балтийские славяне приносили в жертву христиан. Согласно Гельмольду, руяне один раз в год по жребию выбирали христианина, чтобы принести его в жертву Святовиту. Гельмольд также говорит, что руяне изредка проводят человеческие жертвоприношения и только для того, чтобы доставить божеству особую радость. Указание, что христиане выбирались по жребию, встречается и в источниках по Древней Руси. У балтийских язычников было множество причин ненависти к христианам. С одной стороны, источники показывают и мирное сосуществование этих двух конфессий в условиях военно-политического равновесия. С другой — рост христианизации вызывал языческую реакцию, направленную против христианства. Сами христиане мыслились как чужаки, которые религиозно и социально отделялись от язычников-славян по статусу. Предметом жертвы у балтийских славян была человеческая голова. Археолог К. Кайковски, опираясь на исторические и археологические свидетельства, реконструирует обряд жертвоприношения голов: ритуал чаще всего совершался в пределах святилища или в непосредственной близости от него, где жертву избивали, обезглавливали, расчленяли труп и предлагали его голову богу святилища на алтаре, копье или на ином видном месте. Точно не известно, что происходило с телами. Кайковски полагает, что от тел избавлялись различными способами, например, закапывали в землю или топили. Не исключено, что это происходило в рамках единой церемонии, сакрального театра с соответствующей драматургией.
Прокопий упоминает, что славяне убивают военнопленных, насаживая их на колья или привязывая руки и ноги к четырём кольям, вбитым в землю. Потом они били привязанного палкой по голове, пока тот не умрёт. Других военнопленных они запирали со скотом, который не смогли забрать, и сжигали их. Лев Диакон сообщает следующее: «[После битвы] наступила ночь, с полной луной; и они [славяне] пошли на равнину и осмотрели своих мертвецов. Они собрали их перед укреплениями и, разведя костры, сожгли их, а над ними резали мужчин и женщин по своему закону. В качестве подношения мёртвым они утопили кормящих грудью детей и петухов в Истро, бросая их в быстротекущую реку». Такие практики, вероятно, имели религиозный характер. Возможно, военнопленных убивали в благодарность за победу.

## В неоязычестве
Согласно «Велесовой книге», славянская языческая религия была человеколюбивой, боги славян не требовали как человеческих жертвоприношений, так и жертвоприношений животных («боги русов не берут жертв людских и ни животными»), однако в других местах текста, напротив, неоднократно сообщается о принесении в жертву животных. «Велесова книга» противопоставляет описания языческих верований и обрядов славян, приносящих жертвы от земных плодов и поклоняющихся «выразем» (образам) богов, язычеству варягов, совершающих человеческие жертвоприношения, и религии греков, поклоняющихся каменным антропоморфным идолам. Публикаторы «Велесовой книги» Сергей Лесной и Юрий Миролюбов (вероятный автор) особенно подчёркивали эту идею. Она была принята многими славянскими неоязычниками. Однако наиболее образованные русские неоязычники признают и оправдывают языческий обычай человеческих жертвоприношений (Николай Сперанский — Велимир, Лев Прозоров — Озар Ворон). Признают факт человеческих языческих жертвоприношений, в том числе у славян, также некоторые активные сторонники «гиперборейской» или «арийской» идеи, в том числе философ Валерий Дёмин и один из «переводчиков» и популяризаторов «Велесовой книги» Александр Асов.
Порядок ритуального взаимодействия с богами каждая неоязыческая община определяет самостоятельно. Общим местом во всех обрядах являются жертвоприношения богам, как правило, в виде пива, хлеба, мёда, вина. Местом для жертвоприношения, треб, на капище обычно выступает ритуальный камень, расположенный перед идолом. Общинники собираются вокруг костра, часть жертвенной пищи кладется у идола, часть бросается в костёр. Участники обряда встают вокруг костра, образуя «коло». Совершая требу, они двигаются вокруг костра — «посолонь» (по направлению движения солнца), когда треба совершается богам Прави, и «противосолонь» — богам Нави — Марене, Велесу. Вкруговую часто пускают чаша или рог с жертвенным напитком. За требой следует общая трапеза.